# Trofeo Ciudad de Castelfidardo
El Trofeo Ciudad de Castelfidardo (oficialmente: Trofeo Città' di Castelfidardo) fue una carrera ciclista profesional de una sola etapa que se disputaba anualmente en Castelfidardo, en la región de Marcas (Italia), en el mes de agosto.
Se comenzó a disputar en 1981 aunque no fue hasta el 2002 cuando comenzó a ser profesional. Primero en la categoría 1.3 y con la creación de los Circuitos Continentales UCI en 2005 incorporándose al UCI Europe Tour en la categoría 1.1. Durante el periodo 2001-2006 también perteneció a la Due Giorni Marchigiana, de hecho durante ese periodo se llamó oficialmente 2 Giorni Marchigiana/Trofeo Città' di Castelfidardo. En 2007, coincidiendo con el cambio de nombre a 2 Giorni Marchigiana/Trofeo Città' di Castelfidardo-GP Cibes, volvió a ser amateur, disputándose su última edición, de nuevo como profesional, en 2008.

## Palmarés
En amarillo, competición amateur.
| Año       | Ganador                | Segundo              | Tercero               |
| --------- | ---------------------- | -------------------- | --------------------- |
| 1981      | Giuseppe Petito        |                      |                       |
| 1982      | Giocondo Dalla Rizza   |                      |                       |
| 1983      | Antonioli              |                      |                       |
| 1984      | Federico Ghiotto       |                      |                       |
| 1985      | Marco Saligari         |                      |                       |
| 1986      | Alberto Destro         |                      |                       |
| 1987      | Silvano Lorenzon       |                      |                       |
| 1988      | Mario Cipollini        |                      |                       |
| 1989      | Massimiliano Lunardini |                      |                       |
| 1990      | Fabio Baldato          |                      |                       |
| 1991      | Flavio Anastasia       |                      |                       |
| 1992      | Alberto Destro         |                      |                       |
| 1993      | Nicola Loda            |                      |                       |
| 1994      | Christian Leone        |                      |                       |
| 1995      | Biagio Conte           |                      |                       |
| 1996      | Moreno Di Biase        |                      |                       |
| 1997      | Daniele Trento         |                      |                       |
| 1998      | Alessio Girelli        |                      |                       |
| 1999      | Nicola Chesini         |                      |                       |
| 2000      | Luigi Giambelli        |                      |                       |
| 2001      | Bostjan Mervar         |                      |                       |
| 2002      | Fabio Sacchi           | Simone Masciarelli   | Paolo Bossoni         |
| 2003      | Michele Gobbi          | Antonio Bucciero     | Eddy Serri            |
| 2004      | Emanuele Sella         | Bostjan Mervar       | Gerrit Glomser        |
| 2005      | Murilo Antonio Fischer | Giuliano Figueras    | Elia Aggiano          |
| 2006      | Paolo Bossoni          | Alessandro Bertolini | Eddy Serri            |
| 2007      | Maurizio Girardini     | Vladimir Tuychiev    | Francesco De Bonis    |
| 2008      | Adriano Malori         | Alexsandr Dyachenko  | Luca Gasparini        |
| 2009-2010 | no se disputó          | no se disputó        | no se disputó         |
| 2011      | Moreno Moser           | Manuel Senni         | Maurizio Anzalone     |
| 2012      | Andrei Nechita         | Luca Orlandi         | Matteo Mammini        |
| 2013      | Matteo Collodel        | Andrea Fedi          | Giuseppe Fonzi        |
| 2014      | Jakub Mareczko         | Nicolas Marini       | Luca Pacioni          |
| 2015      | Luca Pacioni           | Marco Maronese       | Riccardo Minali       |
| 2016      | Riccardo Minali        | Francesco Lamon      | Filippo Ganna         |
| 2017      | Imerio Cima            | Mattia De Mori       | Nicolò Rocchi         |
| 2018      | Moreno Marchetti       | Giovanni Lonardi     | Gianmarco Begnoni     |
| 2019      | Gianmarco Begnoni      | Enrico Zanoncello    | Sergey Rostovtsev     |
| 2020      | No se disputó          | No se disputó        | No se disputó         |
| 2021      | Cristian Rocchetta     | Nicolo Pencedano     | Filippo Stocco        |
| 2022      | Alberto Bruttomesso    | Cristian Rocchetta   | Carloalberto Giordani |
| 2023      | Matteo Pongiluppi      | Attilio Viviani      | Alessandro Motta      |
| 2024      | Francesco Della Lunga  | Attilio Viviani      | Riccardo Perani       |
| 2025      | Tommaso Dati           | Lorenzo Quartucci    | Vicente Rojas         |

## Palmarés por países
| País      | Victorias |
| --------- | --------- |
| Italia    | 39        |
| Eslovenia | 1         |
| Brasil    | 1         |
| Rumania   | 1         |